# Powiat wasylkowski
Powiat wasylkowski dawny powiat, położony w środkowej części guberni kijowskiej.  Siedzibą władz było miasto Wasylków. Opis powiatu wasylkowskiego pod względem historycznym, obyczajowym i statystycznym wydał Edward Rulikowski (Warsz., 1853).

## Gminy powiatu
Powiat wasylkowski:
1. Barachty  w dzisiejszym rejonie wasylkowskim

1. Biała Cerkiew
2. Błoszczyńce(inne języki)
3. Wasylów(inne języki) w dzisiejszym rejonie białocerkiewskim

1. Wasylków
2. Połowiecka Wielka(inne języki)
3. Wieprzyk(inne języki)
4. Wincentówka(inne języki)
5. Hrebionki(inne języki)
6. Jeziorna(inne języki)
7. Kowalówka(inne języki)
8. Kożanka(inne języki)
9. Ksawerówka(inne języki)
10. Połowiecka Mała(inne języki)
11. Ostrów(inne języki)
12. Rokitne(inne języki)
13. Truszki(inne języki)
14. Uzin (Temberszczyzna)
15. Chwastów
16. Czerkas(inne języki)
17. Szamrajówka(inne języki)